# Powiat Węgorzewski
Der Powiat Węgorzewski ist ein Powiat (Kreis) in der polnischen Woiwodschaft Ermland-Masuren. Der Powiat hat eine Fläche von 693,4 km², auf der etwa 22.800 Einwohner leben.
Der Powiat Węgorzewski wurde am 1. Januar 2002 eingerichtet und umfasst die nördlichsten drei Gemeinden des damaligen Powiat Giżycki. Das Gebiet ist nicht identisch mit dem früheren Landkreis Angerburg.

## Gemeinden
Der Powiat umfasst drei Gemeinden, davon
eine Stadt-und-Land-Gemeinde:
- Węgorzewo (Angerburg) mit 16.443 Einwohnern

und zwei Landgemeinden:
- Budry (Buddern) mit 2760 Einwohnern und
- Pozezdrze (Possessern) mit 3241 Einwohnern.